# Prima Comunicazione
Prima Comunicazione è una rivista italiana specializzata nel mondo dell'informazione e della comunicazione.

## Storia
Fondata a Milano nel 1973 da Umberto Brunetti (1931-2021) e Alessandra Ravetta, è pubblicata con periodicità mensile dalla casa editrice Editoriale Genesis. Con il passare degli anni è diventato nel panorama italiano un importante punto di riferimento nello studio e nella comprensione dell'evoluzione di giornali, televisioni, pubblicità, nuovi media e, ultimamente, fenomeni quali la multimedialità e la convergenza mediatica.
Al fondatore Brunetti è stato assegnato il Premiolino per la direzione di «un mensile che offre una tempestiva e analitica informazione sui sistemi ideologici e sul mercato dei mezzi di comunicazione di massa».
Nel corso degli anni hanno collaborato con Prima Comunicazione alcuni dei nomi più noti del giornalismo e dell'editoria italiani, come Oreste Del Buono, Giorgio Bocca, Massimo Fini, Sergio Saviane, Aldo Busi, Gad Lerner, Pietro Calabrese, Inge Feltrinelli, Giordano Bruno Guerri, Uliano Lucas.
Tra gli attuali editorialisti e opinionisti del mensile ci sono Carlo Rossella, Massimo Teodori, Oscar Bartoli, Oreste Flamminii Minuto, Claudio Biasini, Emilio Pucci e Luigi Ricci.
Una volta l'anno la rivista pubblica come speciale: Uomini Comunicazione, una guida in cui è possibile trovare i contatti dei professionisti degli uffici stampa, relazioni esterne, pubblicità e marketing che lavorano per le principali aziende e istituzioni italiane.
La rivista ha aperto un proprio sito internet d'informazione e da alcuni anni è disponibile anche la versione on line della rivista.